# El tro blau
El tro blau (títol original: Blue Thunder) és una pel·lícula estatunidenca dirigida per John Badham, estrenada l'any 1983. Ha estat doblada al català.

## Argument
Frank Murphy és pilot de Helicòpter a l'Astro Divisió, la secció aèria del Los Angeles Police Department. Després d'haver presenciat l'agressió mortal d'una dona implicada en la lluita contra les violències urbanes, decideix d'investigar pel seu propi compte, persuadit que es tracta d'un assassinat disfressat. Paral·lelament, és encarregat de participar en les proves d'un nou prototip de helicòpter ultramodern destinat a vigilar la multitud en els propers Jocs olímpics d'estiu de 1984 a Los Angeles. Va comprendre aviat que els dos esdeveniments podrien estar lligats.

## Repartiment

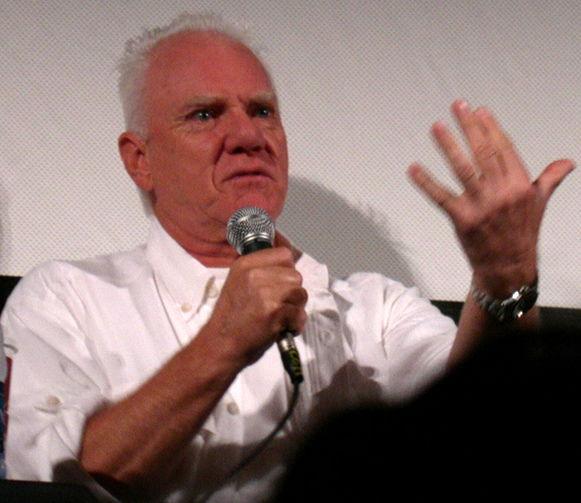
L'actor britànic Malcolm McDowell (aquí el 2006) és el coronel Cochrane, el « dolent » de la pel·lícula

- Roy Scheider: Oficiar Frank Murphy
- Warren Oates: Capità Jack Braddock, el superior de Murphy
- Candy Clark: Kate, la companya de Murphy
- Daniel Stern: Oficial « JAFO » Richard Lymangood
- Paul Roebling: Icelan
- David Sheiner: Fletcher
- Joe Santos: Montoya, el pilot col·lega de Murphy
- Malcolm McDowell: Coronel F.E. Cochrane
- Ed Bernard: Sergent Short
- Jason Bernard: L'alcalde
- Mario Machado: ell mateix
- James Murtaugh Jean Roca): Alf Hewitt
- Pat McNamara: Matusek
- Jack Murdock: Kress
- Clifford A. Pellow: Allen
- Paul Lambert: Holmes
- Phil Feldman: Coronel Coe
- Robin Braxton: Diane McNeely
- Frank Morriss (no surt als crèdits): un pilot de F-16

## Al voltant de la pel·lícula
La pel·lícula és dedicada a la memòria de l'actor Warren Oates, mort al final del rodatge el 3 d'3 de 1982, més d'un any abans l'estrena de la pel·lícula (la pel·lícula va ser rodada de gener a abril 3), i que va ser l'últim paper a la pantalla. Interpreta John Braddock, el superior de Murphy que té molt a fer amb aquest pilot experimentat però imprevisible.
El director John Badham fa un cameo, és l'home en camisa groga en la direcció del vídeo en el moment de l'anunci del agressió de Diane McNeely, cap al començament de la pel·lícula.
En una versió més antiga del guió, Murphy era un esquizofrènic paranoic que pateix al·lucinacions i es fa passar pel déu Thor, déu germànic del tro. En la seva bogeria, Murphy transformava Los Angeles en un camp de batalla. La idea va ser abandonada perquè era massa fosca. El nom de Thor apareix tanmateix en la pel·lícula portada a la pantalla, és el nom del projecte (Tactical Helicopter Offensive Response) en el qual ha implicat el coronel Cochrane.

## Nominacions[calcitació]
- Nominació al Premi Saturn a la millor pel·lícula de ciència-ficció, per l'Acadèmia de cinema de ciència-ficció, fantàstic i terror